# NGC 6708
NGC 6708 (również PGC 62569) – galaktyka spiralna (Sb), znajdująca się w gwiazdozbiorze Lunety. Odkrył ją John Herschel 9 czerwca 1836 roku.
W galaktyce tej zaobserwowano supernowe SN 2004do i SN 2011ce.